# Bitwa pod Castione
Bitwa pod Castione – starcie zbrojne, które miało miejsce w dniu 6 lipca 1449 roku w trakcie walk szwajcarsko-mediolańskich.
Starcie pomiędzy siłami Republiki Ambrozjańskiej (Księstwo Mediolanu 1447–1450) a wojskami kantonu Uri rozegrało się na ziemiach dzisiejszego kantonu Tessin. 

## Przed bitwą
Przyczyną sporu stało się miasto Bellinzona, znajdujące się w centrum polityki kantonu Uri. Panowanie nad miastem umożliwiało bowiem Szwajcarom kontrolę nad przygranicznymi dolinami w kantonie Tessin, Misox oraz przełęczą Św. Gottharda. Szwajcarzy z Uri już wielokrotnie wcześniej starali się przejąć te tereny, co zaowocowało krótkotrwałym odbiciem Bellinzony w roku 1419 z rąk władców Sax-Misox. W roku 1422 po bitwie pod Arbedo, miasto dostało się ponownie we władanie księstwa Mediolan. Bezustanne rabunki na szwajcarskich handlarzach sprowokowały kanton Uri do ponownej interwencji.
W roku 1439 wojska z Uri ponownie wkroczyły na ziemie przygraniczne, zagrażając Bellinzonie i zmuszając Mediolan do oddania Leventiny w roku 1441. Szwajcarzy sprzymierzyli się z Henrykiem II von Sax, hrabią Misox oraz Franchino Ruscą, władcą Locarno. Sytuację Szwajcarów wzmacniała także niepewna sytuacja w księstwie Mediolan po śmierci Filippo Marii Viscontiego w roku 1447 (powstanie Republiki Ambrozjańskiej). Na początku roku wykorzystując słabość przeciwnika, Szwajcarzy odzyskali Leventine oraz Rivierę szwajcarską, a następnie skierowali się ku Bellinzonie.

## Następstwa bitwy
Armia kondotiera Giovaniego della Noce otrzymała z Mediolanu rozkaz zdobycia Sottoceneri. W stoczonej bitwie pod Castione Mediolańczycy zwyciężyli wojska z Uri. Szwajcarzy po porażce zmuszeni zostali do wycofania się do Misox. Po odstąpieniu od miasta Bellinzony, wojska mediolańskie już bez przeszkód mogły odzyskać Rivierę szwajcarską. 
W roku 1450 zawiązano formalny pokój z następcą Viscontiego- Francesco I Sforzą, po którym Leventina miała powrócić do Uri, co nastąpiło w roku 1466. Porażka pod Castione na długo zahamowała politykę ekspansji kantonu Uri. Kampania roku 1478 do Bellinzony oraz zwycięstwo Szwajcarów pod Giornico, zatwierdziły ostatecznie panowanie Szwajcarów z Uri w Leventinie. Bellinzona pozostawała jednak nadal w rękach Mediolańczyków. Po latach przechodzenia miasta z rąk do rąk, w roku 1503 król francuski Ludwik XII zatwierdził ostatecznie przynależność Bellinzony do kantonów Uri, Schwyz i Nidwalden (układ w Arona).